# آتو اساندو
آتو اِساندو (انگلیسی: Ato Essandoh؛ زادهٔ ۲۹ ژوئیهٔ ۱۹۷۲) بازیگر غنایی‌تبار اهل ایالات متحده آمریکا است. وی از سال ۲۰۰۱ میلادی تاکنون مشغول فعالیت بوده‌است.
او دانش‌آموختهٔ رشتهٔ مهندسی شیمی در دانشگاه کرنل است.
از فیلم‌ها یا برنامه‌های تلویزیونی که وی در آن نقش داشته است می‌توان به الماس خونین، جنگوی زنجیرگسسته، هیچ، بهترین، جیسون بورن و واینل اشاره کرد.